# Fottvagning

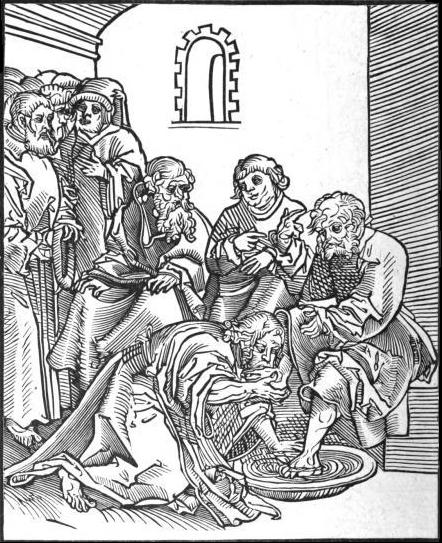
Christus, av lutheranen Lucas Cranach den äldre.

Fottvagning är en religiös rit som praktiseras av många kristna världen över, med hänvisning till Jesu egna exempel (Johannesevangeliet 13:1-17). 

## Teologiska grundvalar
I den kultur där Jesus levde var fottvagningen ett kulturellt betingat uttryck för gästfrihet (Lukas 7:44-46). Fottvagning nämns på flera ställen i Gamla testamentet i Bibeln, däribland i Första Mosebok 18:4, 19:2, 24:32, 43:24, Domareboken 19:21 och i Första Samuelsboken 25:40-41. Men Jesus gav även fottvagningen en religiös innebörd. Efter att, i samband med deras sista måltid tillsammans, ha tvättat lärjungarnas fötter uppmanade han dem att göra detsamma, som ett tecken på ömsesidigt tjänande: "Om nu jag, som är er herre och mästare, har tvättat era fötter, är också ni skyldiga att tvätta varandras fötter. Jag har gett er ett exempel, för att ni skall göra som jag har gjort med er." (Joh. 13:14-15). 
I Första Timotheosbrevet 5:10 nämns att denna uppmaning, att tvätta de heligas fötter, också efterlevdes.
Även icke-bibliska källor bekräftar att de kristna fortsatte att praktisera fottvagning under de första århundradena. Tertullianus (145-220) nämner fottvagning i boken De Corona.
Fottvagning tillämpades av församlingen Milano (cirka 380 e Kr). Bruket omnämns även i Elvirasynoden (år 300 e Kr) och av Augustinus (omkring 400 e Kr). Historien visar även att fottvagning har praktiserats i samband med dopet. 

## Religiöst bruk
I flera av de gamla folkkyrkorna har fottvagningstraditionen bevarats till dags dato.
I den koptiska kyrkan tvättar t.ex. prästen hela församlingens fötter, inom den grekisk-ortodoxa kyrkan anses fottvagningen såsom ett sakrament och särskilt i kloster har fottvagning på skärtorsdagen bibehållits. I romersk-katolska kyrkan förekommer fottvagning på skärtorsdagen, särskilt i domkyrkor.  
Fottvagning praktiseras även av många protestantiska och proto-protestantiska grupper, inklusive pentekostala och pietistiska grupper, vissa anabaptistiska (till exempel mennonitiska) och baptistiska samfund. 
Bland sjundedagsadventisterna erbjuds möjligheten till fottvagning inför varje nattvardsfirande.
Riter innehållande fottvagning praktiseras även inom anglikanska, lutherska, metodistiska och antitrinitariska kyrkor. The True Jesus Church räknar fottvagningen som ett av Kristus instiftat sakrament. Kyrkans medlemmar tror att fottvagningen ger frälsande nåd till mottagaren. 

## Muslimsk fottvagning
Inom islam ingår fottvagning (abdest) av sig själv, i de religiösa tvagningarna (arabiska: الوضوء, al-wuḍū') utan vilka de dagliga bönerna inte får förrättas: "TROENDE! När ni går till bön, två då ansikte och händer samt armarna upp till armbågarna och stryk med [de våta] händerna över huvudet och [två] fötterna upp till fotknölarna" (Sūratu al-Mā'idah, vers 6).